# Haverly Peak
Der Haverly Peak ein 960 m hoher Berg an der Danco-Küste des Grahamlands auf der Antarktischen Halbinsel. Er ragt 1,5 km östlich des Kopfendes der Azure Cove am Ufer der Flandernbucht auf.
Das UK Antarctic Place-Names Committee benannte ihn 1986 nach dem britischen Kartographen William Reginald Haverly (* 1936), ab 1970 Mitarbeiter und ab 1986 Leiter der kartographischen Abteilung im Foreign and Commonwealth Office.